# Tojeść pospolita

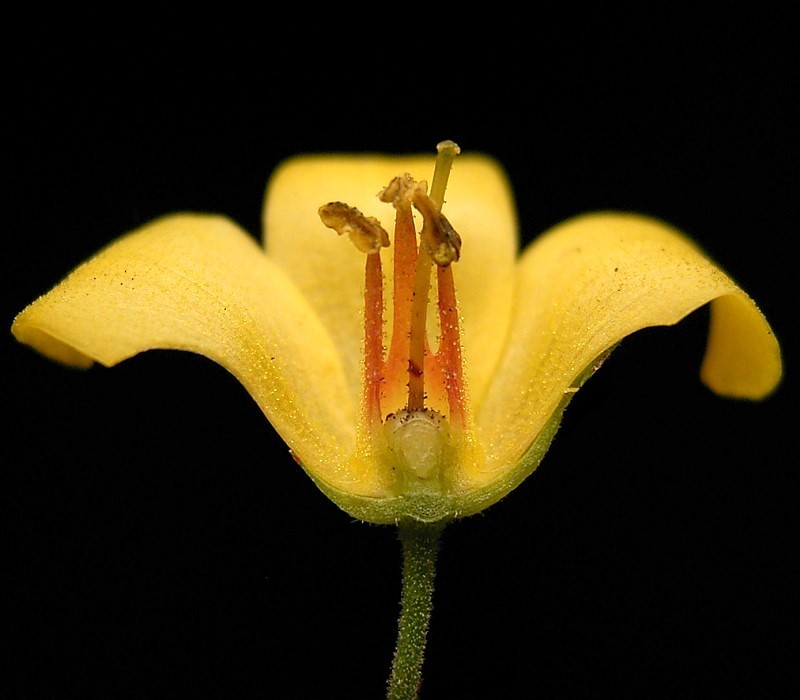
Budowa kwiatu

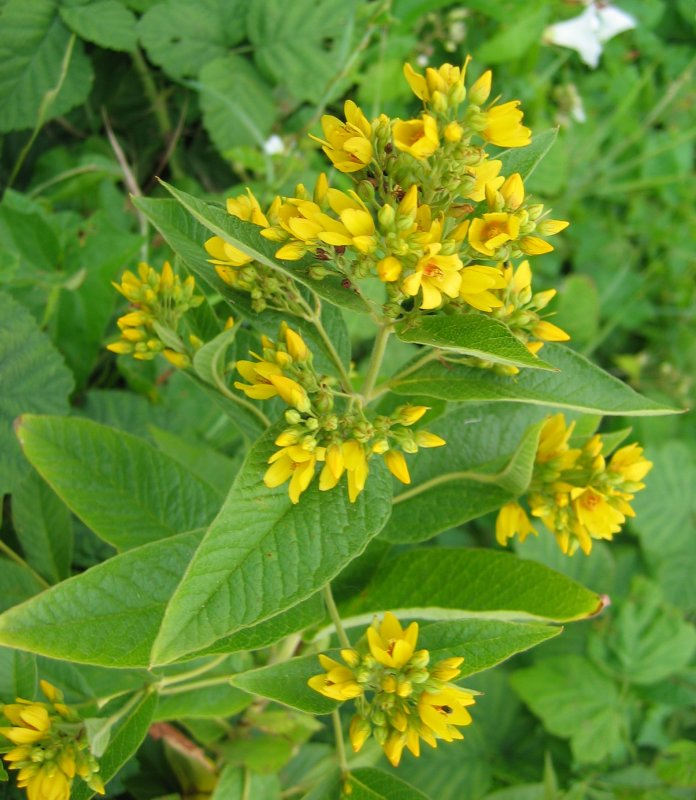
Kwiatostan

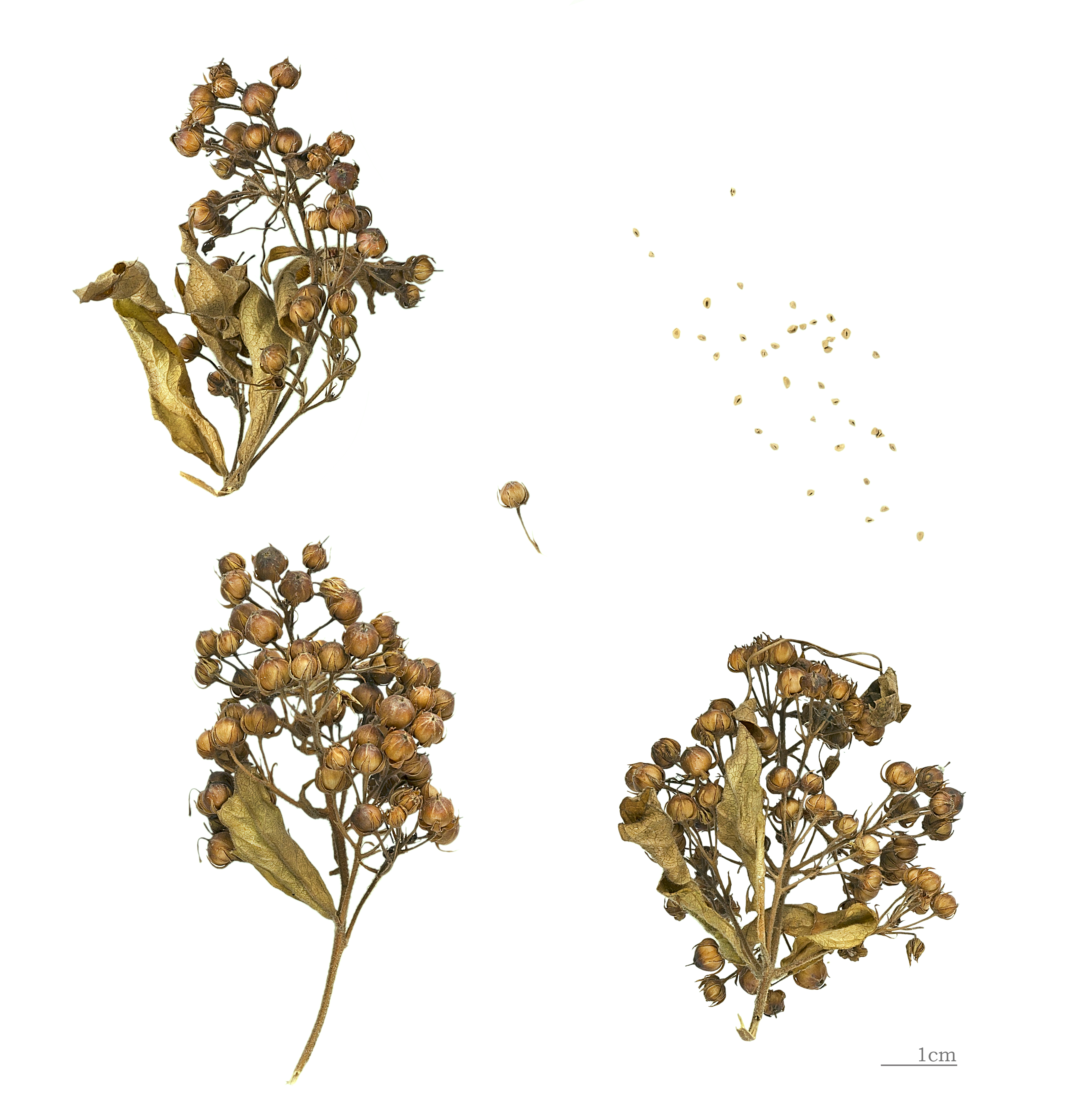
Owoce i nasiona

Tojeść pospolita (Lysimachia vulgaris L.) – gatunek rośliny należący do rodziny pierwiosnkowatych.
W nazewnictwie ludowym roślina występuje pod nazwą: bażanowiec, gruszka Matki Boskiej, francowate ziele.

## Rozmieszczenie geograficzne
Zasięg obejmuje prawie całą Europę, północną Afrykę i dużą część Azji (Azja Zachodnia, Syberia, Kaukaz, Kazachstan, Tadżykistan, Uzbekistan, Kirgistan, Chiny). W Polsce jest gatunkiem rodzimym. Jest pospolita, występuje na obszarze całego kraju, najczęściej na niżu i w niższych piętrach górskich.

## Morfologia
PokrójRoślina zielna osiągająca ponad metr wysokości, zwieńczona wiechą żółtych kwiatów. Wykształca długie, podziemne rozłogi.
ŁodygaWzniesiona, krótko owłosiona, górą omszona i rozgałęziona, tępokanciasta wysoka od 15 do 120 cm.
LiściePodłużne jajowate, naprzeciwległe lub w okółkach po 3-4, mniej omszone niż łodyga, o długości do 14 cm, z kropkowanymi gruczołami.
KwiatyDługoszypułkowe, zebrane w szczytowe wiechy, w kolorze złocistożółtym. Powstają w kątach górnych liści łodygowych. Korona duża, do 1 cm średnicy. Płatki korony kwiatu są jajowate, koloru żółtego, opatrzone wewnątrz krótkimi gruczołami, na brzegach gładkie, objęte przez płatki kielicha. Działki kielicha czerwono obrzeżone. Kwiat posiada pięć pręcików, krótszych od korony, w tym dwa krótsze od pozostałych.
OwocKulista torebka do 5 mm średnicy, pękająca podłużnymi klapami.
Gatunki podobneBardzo podobna, ale dużo rzadsza jest tojeść kropkowana. Różni się wyraźnie czterokanciastą i miękko omszoną oraz ogruczoloną łodygą. Ma cytrynowożółte kwiaty o płatkach bez czerwonawych brzegów i brzegami orzęsionych gruczołowato.

## Biologia i ekologia
Bylina, hemikryptofit. Kwiaty owadopylne oraz samopylne. Kwitnie od czerwca do sierpnia. Nasiona rozsiewane przez wiatr. 
Tojeść pospolita rozrasta się także wegetatywnie – co sezon roślina ta tworzy cienkie kłącza osiągające od 0,3 do 3 m długości, z których wyrastają 2–4-pędowe skupienia uniezależniające się od rośliny macierzystej w kolejnym roku. W ciągu kilku lat klony tojeści mogą pokryć 200–400 m².
Rośnie nad brzegami wód, na torfowiskach nizinnych, w wysychających zbiornikach, rowach, bagiennych lasach i zaroślach. Najczęściej występuje na wilgotnych glinach piaszczystych i utworach pylastych lub glinach ciężkich i iłach, stroni od gleb wapiennych. Preferuje stanowiska umiarkowanie naświetlone, umiarkowane warunki klimatyczne. Gleby obojętne, wilgotne lub mokre, umiarkowanie ubogie (mezotroficzne) lub zasobne (eutroficzne). 
W klasyfikacji zbiorowisk roślinnych gatunek charakterystyczny dla związku (All.) Filipendulion i Ass. Lysimachio-Filipenduletum. Liczba chromosomów 2n= 28,56,84.

## Zastosowanie
Roślina lecznicza
- Surowiec zielarski: ziele tojeści pospolitej. Ziele zawiera flawonoidy, cyjanidyna, saponina, barwniki.
- Działanie lecznicze: stosowany w lecznictwie ludowym jako środek moczopędny, przeciwzapalny, przeciwbakteryjny, pierwotniakobójczy, przeciwgrzybiczny i przeciwwirusowy. Wzmaga wydzielanie śluzu, proces wchłaniania składników pokarmowych z jelit do krwi, pobudza wydzielanie soku żołądkowego, żółci i soku jelitowego.

Roślina ozdobnaW Polsce czasami jest uprawiana w ogrodach. Nadaje się szczególnie na rabaty i do obsadzania obrzeży zbiorników wodnych.
Inne
- Stosowana jest do kąpieli i pielęgnacji włosów.
- Dawniej miała zastosowanie w gospodarce ludowej do pozyskiwania barwnika i farbowania tkanin. Barwnik pozyskiwany z liści farbuje na żółto i zielono, a z korzenia na brązowo i czarno.

## Uprawa
Najłatwiej rozmnażać ją z ukorzenionych pędów pobranych wprost z rośliny. Można też wykonywać sadzonki pędowe. Wymaga stałej wilgotności podłoża. Wystarczy jej przeciętna gleba ogrodowa o obojętnym pH. Może rosnąć w miejscu zacienionym, jednak najładniej wybarwia się na stanowisku dobrze nasłonecznionym. Jest mrozoodporna.